# Sharon (Karolina Południowa)
Sharon – miasto w Stanach Zjednoczonych, w stanie Karolina Południowa, w hrabstwie York.